# Beuvrages
Beuvrages ist eine französische Stadt mit 6791 Einwohnern (Stand: 1. Januar 2022) im Département Nord in der Region Hauts-de-France. Sie gehört zum Arrondissement Valenciennes und zum Kanton Anzin. Die Einwohner heißen Beuvrageois.

## Geografie
Beuvrages liegt im nordfranzösischen Kohlerevier am Fluss Schelde (franz.: Escaut). Umgeben wird Beuvrages von den Nachbargemeinden Raismes im Westen und Norden, Bruay-sur-l’Escaut im Nordosten und Osten, Valenciennes im Südosten sowie Anzin im Süden und Südwesten. Das Stadtgebiet ist mit Ancin und Valenciennes zu einem Verdichtungsraum von über 300.000 Einwohnern zusammengewachsen.

## Geschichte
Um 800 wird der Ort unter dem Namen Brevetica erwähnt. Bis 1748 herrschte die Abtei der Damen von Beaumont in Bavay über die Gegend.

### Bevölkerungsentwicklung
| Jahr                       | 1962 | 1968 | 1975 | 1982 | 1990 | 1999 | 2006 | 2011 | 2020 |
| Einwohner                  | 4718 | 8042 | 8485 | 8560 | 8042 | 7673 | 7071 | 6676 | 6800 |
| Quellen: Cassini und INSEE |      |      |      |      |      |      |      |      |      |

## Sehenswürdigkeiten
- Rathaus (ehemaliges Schloss)

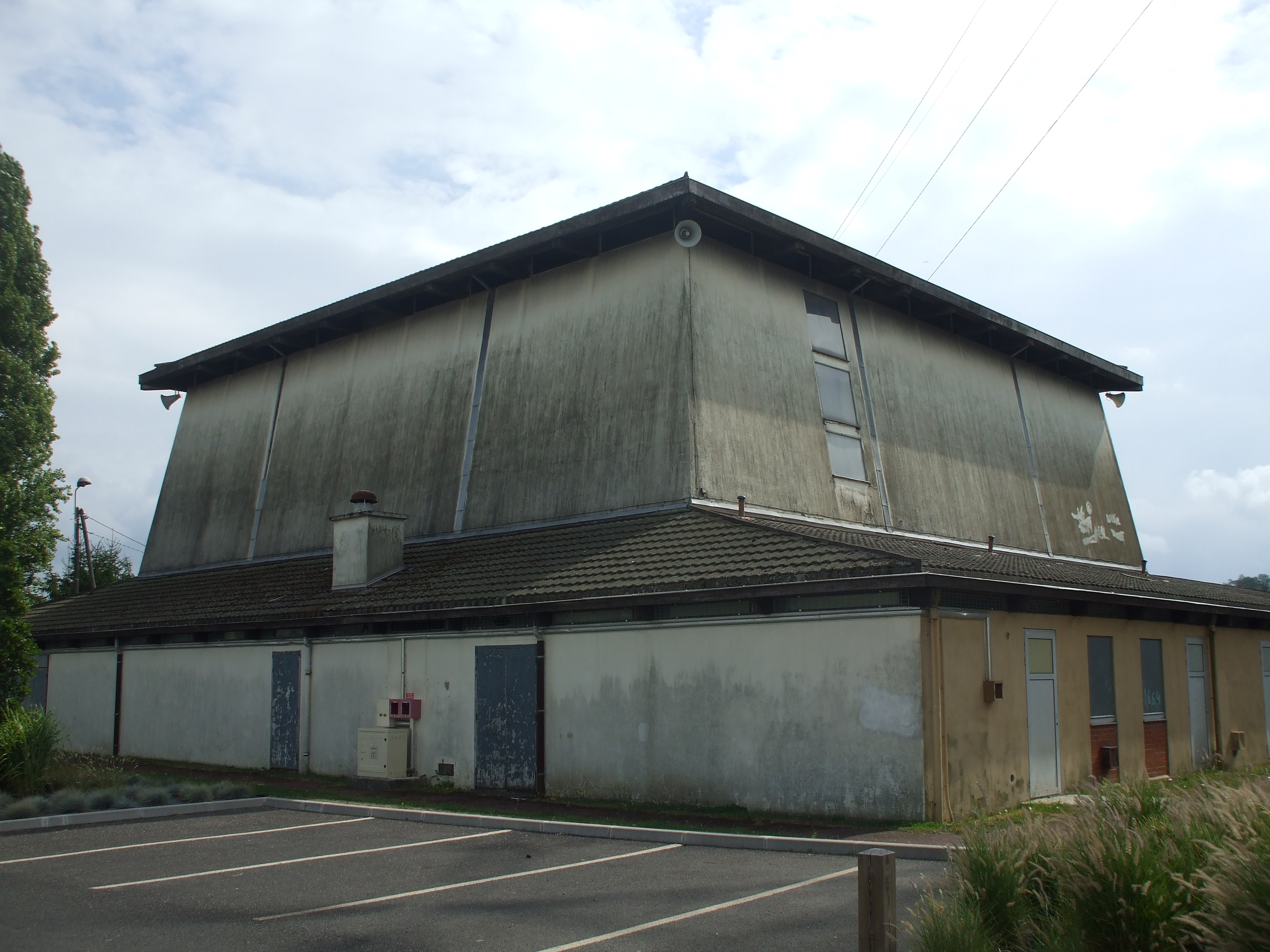
Kirche Saint-Paul
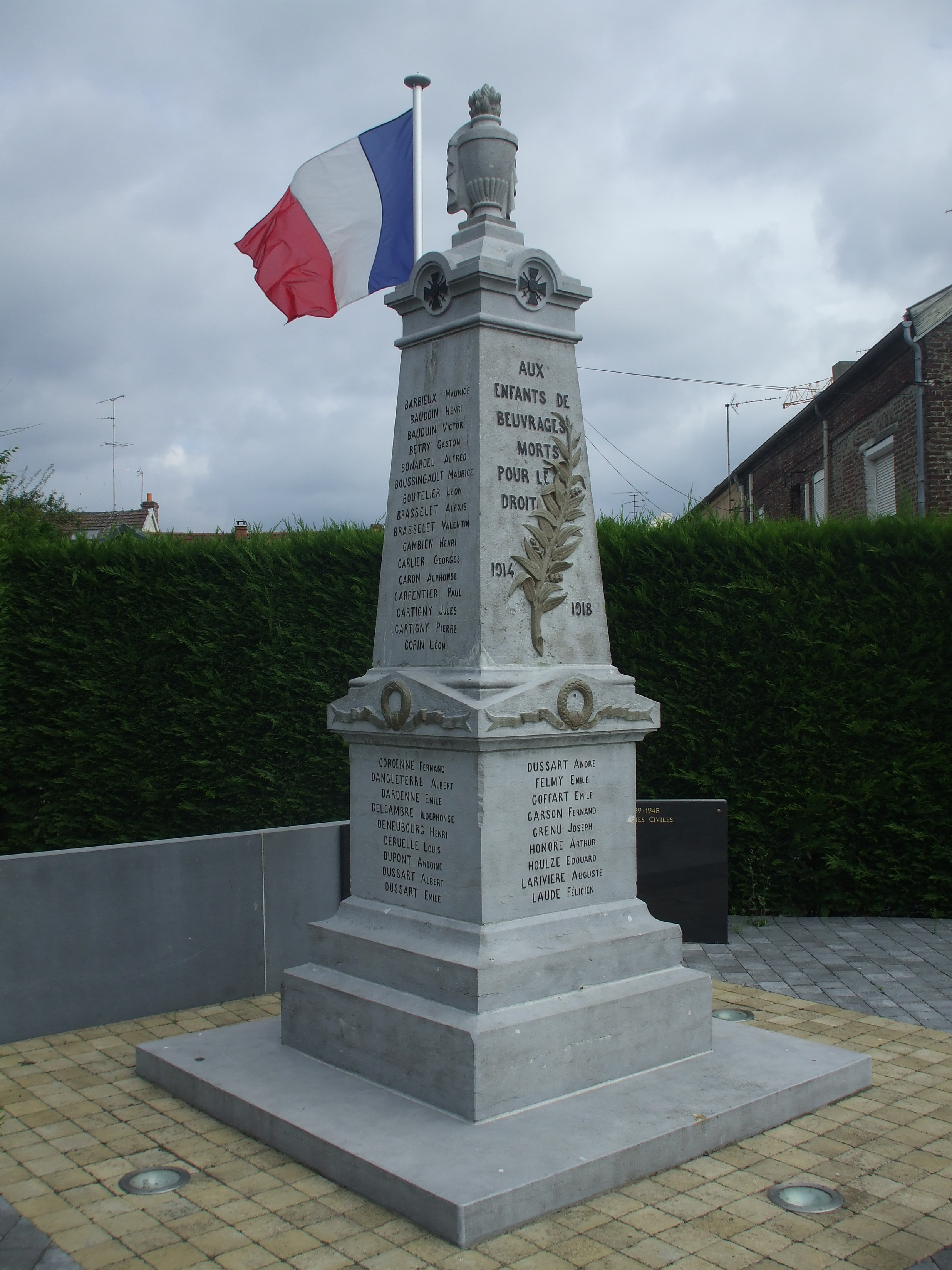
Gefallenendenkmal

- Schloss Fénelon
- Schloss Malet

- Kirche Saint-Paul
- Gefallenendenkmal

## Persönlichkeiten
Der Heilige Saulve soll hier 768 den Märtyrertod gestorben sein.